# Kuiper Airborne Observatory

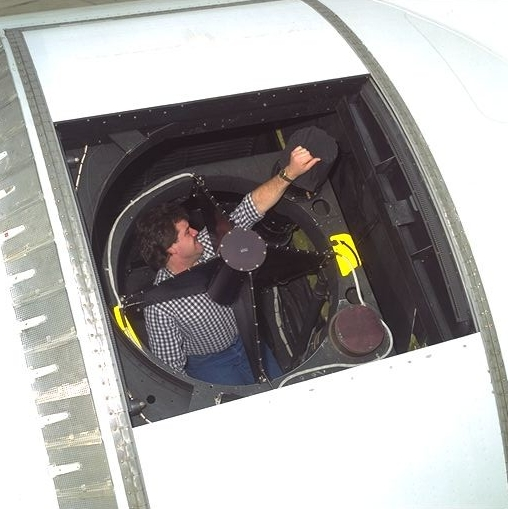
Telescopi del KAO

El Gerard P. Kuiper Airborne Observatory (KAO) van ser unes instal·lacions de la NASA per donar suport a la recerca en astronomia d'infraroig. La plataforma d'observació va ser un aparell Lockheed C-141A Starlifter molt modificat, N714NA, amb una autonomia de 6.000 milles nàutiques (11,000 km), capaç de fer operacions de recerca científica a 48.000 peus (14 km).

## Aparell
El KAO tenia la seva base a Ames Research Center, NAS Moffett Field, a Sunnyvale, Califòrnia. Va iniciar les operacions l'any 1974 i substrituïa un aparell anterior, el Galileo Observatory, un Convair 990 (N711NA) modificat que es va destruir per un xoc amb un Lockheed P-3C Orion de la U.S. Navy el 1973.

## Telescopi
El telescopi del KAO era un telescopi convencional de 36-polzades (91.5 cm) d'obertura. La seva alçada de vol permetia estar per sobre de qualsevol vapor d'aigua de l'atmosfera terrestre cosa que permetia fer observacions en radiació infraroja en qualsevol lloc del món.

## Història
El KAO va fer grans descobriments, incloent la primera visió dels anells del planeta Urà l'any 1977 i la identificació de l'atmosfera de Plutó el 1988. No es va detectar roques amb quars o oliví al planeta Mercuri.
El KAO va ser retirat l'any 1995. Va ser succeït per un observatori amb un Boeing 747 equipat amb un telescopi d'obertura més gran, el Stratospheric Observatory for Infrared Astronomy (SOFIA). SOFIA va fer el seu primer vol de prova el 26 d'abril de 2007 i el seu telescopi inicià observacions el 26 de maig de 2010.